# Nailson Amaral
Nailson de Souza do Amaral (Fortaleza, 03 de julho de 1990) é um jogador brasileiro de handebol de areia
Integrou a seleção de handebol de areia que disputou os Jogos Mundiais de 2017 na Polônia.

## Principais conquistas

### Handebol de areia com a seleção brasileira
- Campeão do Sul-americano de esporte de praia em 2009 - Uruguai
- Campeão do World Game em 2009 - China
- Campeão do Pan-americano de Beach Handebol em 2010 - Uruguai
- Campeão do Sul-americano de esportes de praia em 2011 - Equador
- Campeão do Pan-americano de Beach Handebol em 2012 - Argentina
- Campeão do Campeonato mundial de Beach Handebol em 2012 - Omã
- Campeão do Pan-americano de Beach Handebol em 2013[3]
- Campeão do World Games em 2013 - Colômbia
- Campeão do Mundial de Beach Handebol em 2014 - Brasil
- Vice-campeão no Mundial em 2016 - Hungria
- Campeão do World games em 2017 - Polônia
- Campeão do Sul-centro de Beach Handebol em 2019 - Brasil
- Campeão dos Jogos Mundiais de praia 2019 - Qatar